# Jean Stanislaus Stolzmann
Jean Stanislaus Stolzmann o Jan Sztolcman (19 de noviembre de 1854, Varsovia – 28 de abril de 1928, Varsovia) fue un ornitólogo polaco.	

## Biografía
Iniciando en 1872, Sztolcman estudió zoología en la Universidad Imperial de Varsovia, estudios que interrumpió en 1875. En este mismo año inició un viaje a Perú, en el camino, permaneció por un corto período en Montevideo, Valparaíso, Antofagasta, Arica y Callao. Fijó residencia en Lima desde donde organizó sus expediciones ornitológicas y desde 1875 a 1882, colectó especímenes zoológicos de Sudamérica, principalmente de Perú. Entre 1882 y 1884, vivió y trabajó en Ecuador, fijando residencia en Guayaquil (en parte junto al geólogo y paleontólogo polaco Józef Siemiradzki). Colectó algunas centenas de especies de aves de Sudamérica, y algunos de los especímenes pertenecían a especies poco conocidas o enteramente desconocidas para los ornitólogos europeos. En 1884, retornó a Varsovia, donde en 1887 fue nombrado director del Museo Zoológico Branicki, transformado en 1919 en el Gabinete Zoológico del Museo Zoológico Nacional. En la nueva institución actuó como vicedirector. Allí obtuvo el título de professor asociado y profesor de geología y paleontología. 
Fue también un activo cazador, y fundador (1899) y editor de la publicación Łowiec Polski (El cazador polaco).
En 1901 participó de una expedición científica a Sudán en la cuenca del Nilo Blanco. 
Fue también un activista en la protección de la naturaleza, y a partir de 1926, miembro del Consejo Estatal de Conservación de la Naturaleza.

## Obra
Jan Sztolcman es el autor de 367 artículos científicos. Publicó sus trabajos en Polonia, así como también en Francia, Inglaterra, Alemania y Rusia. Entre las obras escritas se destaca un tratado sobre el bisonte europeo de 1926, titulado Zubr, história Jego, e przyszłość obyczaje (El bisonte, su historia, su comportamiento y su futuro).
Otras obras significativas son:
- Ornitologia łowiecka (Caza ornitológica, 1905).
- Wspomnienia z podróży (volumes 1, 2) (Memorias da viaje, 1912).
- Szkice ornitologiczne (Esbozos ornitológicos, 1916).
- Łowiectwo (Caza, 1920).
- Jana Przemówienie Sztolcmana e Roberta Clermont na Międzynarodowym Kongresie Ochrony Przyrody w Paryżu (Presentación de  Jan Sztolcman y Robert de Clermont en la Conferencia Internacional sobre Conservação de París, 1923).
- Ou dymorfizmie płciowym: polemika z poglądami Karola Darwinia (Sobre el dimorfismo sexual: los puntos de vista controverstidos de Charles Darwin).
- Nad Nilem Błękitnym: książka w formie reportażu (Sobre el Nilo Azul: un libro en forma de reportaje)

## Eponimia
Jan Sztolcman es homenajeado en el nombre científico de diversas especies y subespecies animales, con el epíteto stolzmanni:

### Aves
- Tyranneutes stolzmanni
- Aimophila stolzmanni
- Chlorothraupis stolzmanni
- Urothraupis stolzmanni
- Oreotrochilus stolzmanni
- Tachycineta stolzmanni

### Anfibios y reptiles
- Ceratophrys stolzmanni
- Microlophus stolzmanni
- Liolaemus stolzmanni
- Ctenoblepharis stolzmanni

### Mamíferos
- Ichthyomys stolzmanni
- Mustela africana stolzmanni

### Arañas e insectos
- Cotinusa stolzmanni
- Tmarus stolzmanni
- Megachile stolzmanni

### Peces
- Cynoscion stolzmanni
- Brycon stolzmanni

## Abreviatura (zoología)
La abreviatura Stolzmann  se emplea para indicar a Jean Stanislaus Stolzmann como autoridad en la descripción y taxonomía en zoología.